# P.G. Andersen & Bruhn
P. G. Andersen & Bruhn er et dansk orgelbyggeri. Det blev grundlagt i 1995 ved fusion mellem orgelbyggerierne P. Bruhn & Søn i Årslev og P.G. Andersen i Ølstykke. Virksomheden har fortsat aktiviteter begge steder.

## Historie
Peter Bruhn (død 1975) var ansat hos Marcussen & Søn i 25 år og stiftede i 1954 egen virksomhed. Da hans bror Carl-Emil Bruhn i 1957 indtrådte i virksomnheden, skiftede den navn til Brdr. Bruhns Orgelbyggeri.
I 1970 indtrådte Peter Bruhns søn Carl August i virksomheden, der blev omdøbt til P. Bruhn & Søn. I dag er Carl Augusts søn, Bjarke Bruhn, tredje generation i virksomheden.
Poul-Gerhard Andersen (1904–1980) blev ansat hos Marcussen & Søn i 1926 og stiftede egen virksomhed i 1963. Hans speciale var prospektet. Hans bog Orgelbogen (1955) er til dato det mest omfattende værk på dansk om orgelbyggeri. Efter hans død overtog Paul Hansen virksomhedens ledelse.

## Ekstern henvisning
- P. G. Andersen & Bruhns hjemmeside